# Kvin
Kvin är en sjö i Älvdalens kommun i Dalarna och ingår i Dalälvens huvudavrinningsområde. Sjön har en area på 0,149 kvadratkilometer och ligger 738 meter över havet. Sjön avvattnas av vattendraget Stora Härjån.

## Delavrinningsområde
Kvin ingår i det delavrinningsområde (685609-131262) som SMHI kallar för Utloppet av Kvin. Medelhöjden är 741 meter över havet och ytan är 0,73 kvadratkilometer. Räknas de 19 avrinningsområdena uppströms in blir den ackumulerade arean 48,4 kvadratkilometer. Stora Härjån som avvattnar avrinningsområdet har biflödesordning 2, vilket innebär att vattnet flödar genom totalt 2 vattendrag innan det når havet efter 516 kilometer. Avrinningsområdet består mestadels av skog (40 procent) och sankmarker (40 procent). Avrinningsområdet har 0,15 kvadratkilometer vattenytor vilket ger det en sjöprocent på 20,2 procent.